# Herbert Lom
Herbert Lom, ursprungligen Herbert Karel Angelo Kuchacevič ze Schluderpacheru, född 11 september 1917 i Prag i dåvarande Österrike-Ungern, död 27 september 2012 i London, var en tjeckisk-brittisk skådespelare.
Han framträdde på scen och i film i hemlandet Tjeckoslovakien från 1936. Han kom till England 1939, där han fick teaterutbildning vid Old Vic.
Bland hans mest kända roller finns den neurotiske polischefen Dreyfus i sex Rosa pantern-filmer, men Lom gjorde även karaktärsroller, bland annat som Napoleon I i Krig och fred.

## Filmografi (urval)
- 1942 – Moln över England
- 1950 – Natten och staden
- 1950 – Statshemlighet
- 1952 – Mannen som såg tågen gå förbi
- 1955 – Ladykillers
- 1956 – Krig och fred
- 1957 – Öster om Otranto
- 1958 – Jag anklagar
- 1960 – Spartacus
- 1961 – El Cid
- 1962 – Fantomen på Stora operan
- 1964 – Skott i mörkret (Rosa Pantern)
- 1966 – Högt spel i Orienten
- 1970 – Count Dracula
- 1970 – Dorian Gray
- 1974 – Tio små negerpojkar
- 1974 – Rosa Pantern kommer tillbaka
- 1976 – Rosa Pantern slår igen
- 1978 – Rosa Panterns hämnd
- 1979 – En dam försvinner
- 1982 – Jakten på Rosa pantern
- 1983 – Rosa panterns förbannelse
- 1983 – Dead Zone
- 1985 – Kung Salomos sk(r)att
- 1989 – Så var det ingen kvar
- 1993 – Rosa Panterns son